# Henry Newbolt
Pour les articles homonymes, voir Newbolt.
Sir Henry John Newbolt, né le 6 juin 1862 à Bilston dans le Staffordshire et mort le 19 avril 1938 à Kensington en Londres, est un poète et écrivain anglais.
Son poème le plus connu est Vitaï Lampada (1892).

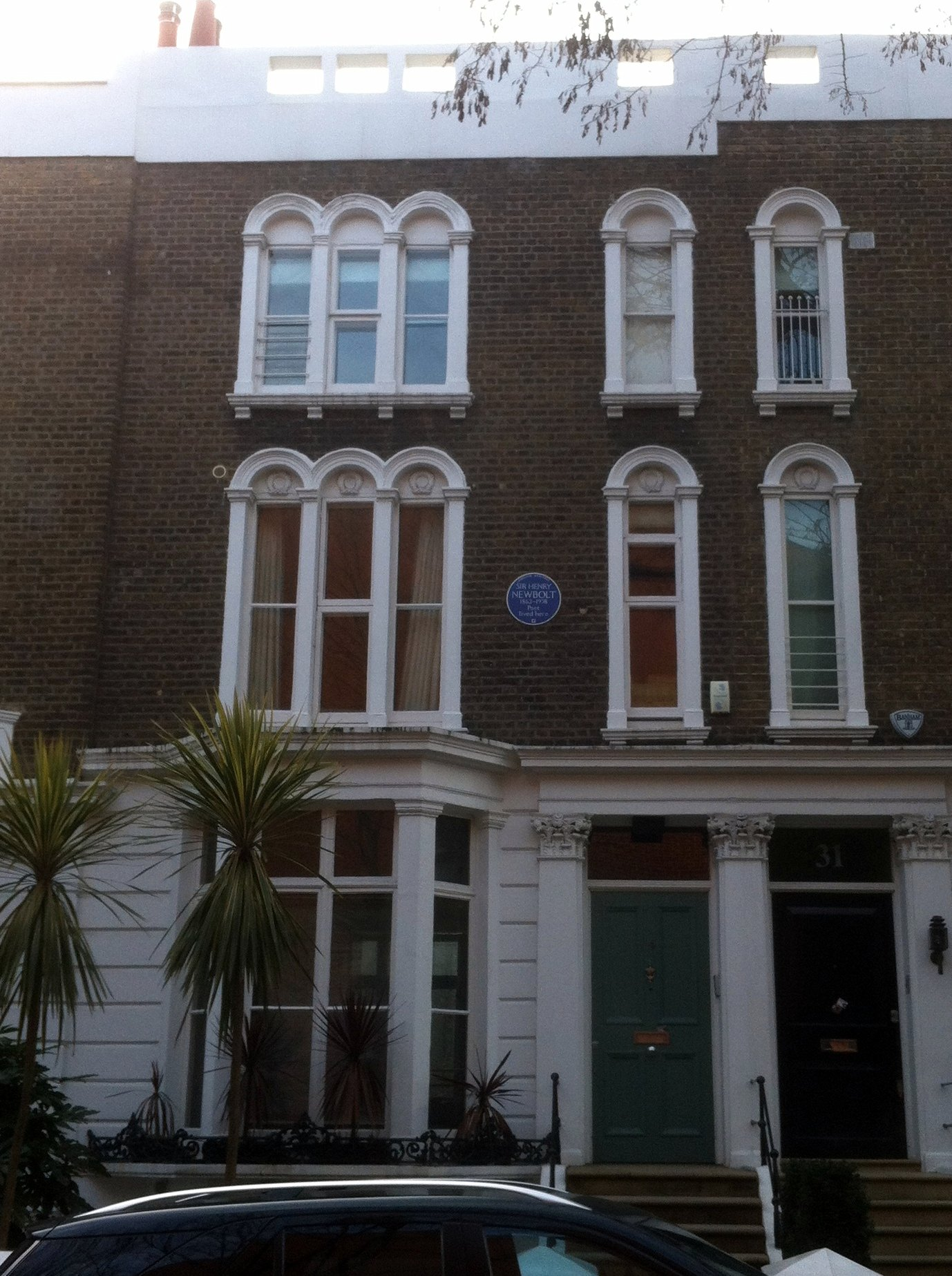
Maison où Henry Newbolt vécut. Elle est marquée par une plaque commémorative bleue de l'English Heritage.